# Contra legem
Contra legem (lateinisch contra – „gegen“; lex – „Gesetz“) ist ein Begriff aus der Rechtswissenschaft. Er bedeutet, dass sich eine richterliche Entscheidung oder eine Literaturmeinung über den ausdrücklichen Wortlaut einer Norm hinwegsetzt.
Von contra legem spricht man, wenn eine Meinung, ein Vorgehen oder eine Rechtsfortbildung mit dem geltenden Gesetz nicht zu vereinbaren ist. Eine Rechtsfortbildung contra legem kann im Ausnahmefall zulässig sein, um eine Gesetzeslücke zu schließen.
Wenn jemand beispielsweise die Meinung vertritt, dass Mundraub grundsätzlich nicht strafbar sei, so ist diese Ansicht contra legem.